# Anna Colas Pépin
Anna Colas Pépin était une signare de l'île de Gorée, fille de Nicolas Pépin et nièce de la Signare Anne Pépin, elle faisait partie de la minorité métisse matriarcale dite « Signare » à l'origine des constructions privées de l'île de Gorée et d'une partie de l'île de Saint Louis. Anna Colas Pépin représentait cette minorité auprès des autorités française au milieu du XIXe siècle.

## Historique

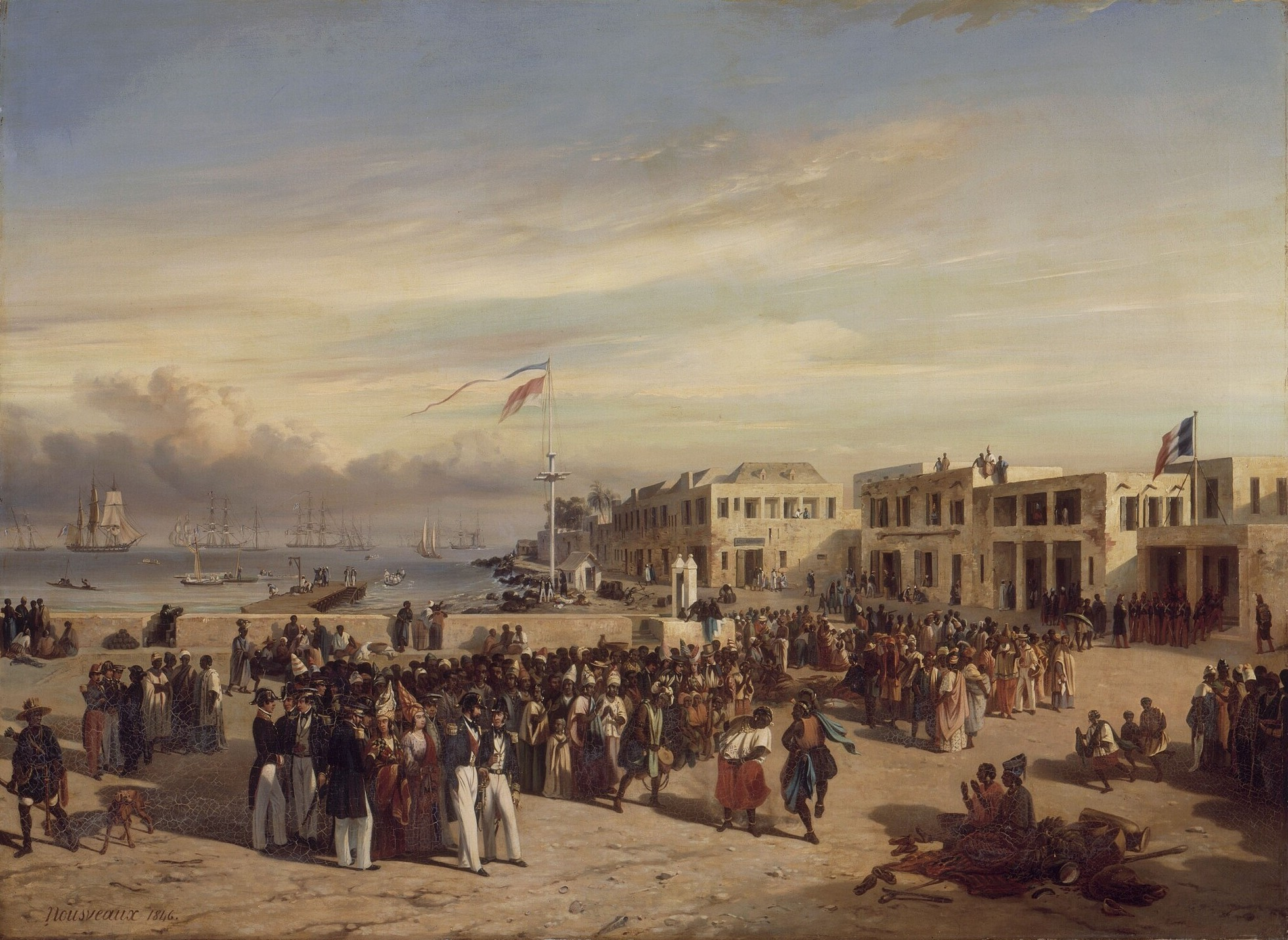
Le prince de Joinville sur l'île de Gorée en 1842.

Elle est visible sur le tableau du peintre de la Marine français, Édouard Auguste Nousveaux (1811-1867) de 1843, actuellement propriété du château de Versailles. L'on peut y voir cette figure historique de l'île de Gorée en compagnie du prince de Joinville, fils du roi de France Louis-Philippe Ier.
Sur cette toile, Le prince de Joinville assistant à une danse dans l'île de Gorée, l'on y reconnait les représentants de cette minorité matriarcale, la signare Anna Colas Pépin et sa fille, la signare Mary de Saint Jean.
L'on aperçoit aussi en second rang des notables métis, dont l'époux de la signare Mary de Saint Jean et beau-fils d'Anna Colas Pépin, le Député Barthélémy Durand Valantin. La fille d'Anna Colas Pépin, Mary de Saint Jean a été peinte aussi par Édouard Auguste Nousveaux dans une autre huile toile disparue, semble-t-il, Signare et Négresse en toilette dont seule une impression en noir et blanc est visible de nos jours.

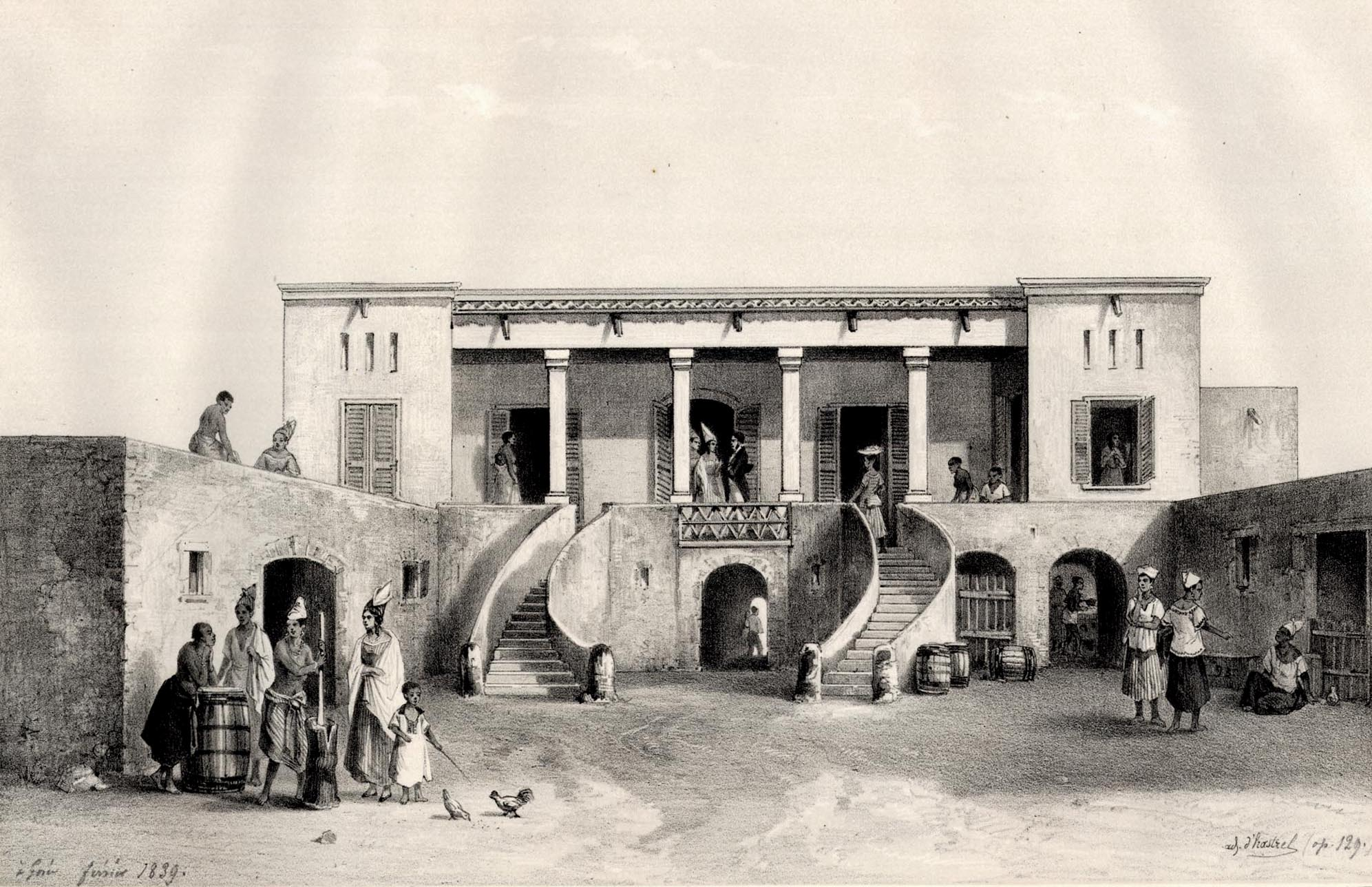
La Maison d'Anna Colas est visible sur ce dessin d'Étienne Adolphe d'Hastrel de Rivedoux, portant le titre de Une habitation à Gorée (maison d'Anna Colas) ; gouache de 1839 conservée au département Carte et Plan, de la Bibliothèque Nationale de France - Site Richelieu à Paris.

## La Maison d'Anna Colas Pépin
Anna Colas Pépin, comme beaucoup d'autres matriarches métisses de Gorée possédait, une maison de style provençal dont elle avait hérité de son père Nicolas Pépin. 
Anna Colas Pépin fut probablement à l'origine de la construction du double escalier de style italien. C'est dans cette maison qu'Anna Colas Pépin reçoit en décembre 1842, le prince de Joinville.
À l'origine cette maison fut construite sur des terrains achetés au très corruptible commandant de l'île, le Sieur William Lacy entre 1779 et 1783. Cette maison a été de 1980 à 2008 un lieu de tourisme centré sur l'esclavage grâce à son animateur, Boubacar Joseph Ndiaye mais les faits qui sont têtus ont fini par abattre le mythe touristique de « la Maison des esclaves de Gorée » qui n'est plus considéré comme un authentique lieu de mémoire. Cette Maison redevient peu à peu « La Maison d'Anna Colas » pour les historiens du monde entier, désormais mieux informés de l'histoire réelle de l'île de Gorée. 
La Maison d'Anna Colas est visible sur un dessin du peintre de la Marine Étienne Adolphe d'Hastrel de Rivedoux, portant le titre de Une habitation à Gorée (maison d'Anna Colas), gouache, 1839, conservée au département Carte et Plan, de la Bibliothèque nationale de France - Site Richelieu à Paris ; dessin largement diffusé sur Internet. Sur ce dessin l'on peut y voir Anna Colas Pépin et sa famille.
Désormais ce lieu se visite de plus en plus comme un lieu emblématique de l'histoire de cette micro-civilisation métisse matriarcale dite « Signare » ; « La Maison d'Anna Colas » s'impose donc comme un lieu de visite majeur de l'île de Gorée.

## Iconographie d'Anna Colas Pépin en France
- Réunion des musées nationaux de France (photothèque) pour le peintre Nousveaux Edouard Auguste photo.rmn.fr
- Château de Versailles, pour voir le tableau du peintre Nousveaux Edouard Auguste, faire une demande uniquement par courrier au conservateur, chateauversailles.fr
- Bibliothèque nationale de France - Site Richelieu, pour le peintre D'Hastrel de Rivedoux bnf.fr